# Oscar by the Sea
Oscar by the Sea (Chinois: 清水灣半島) est un quartier résidentiel privé situé à Pak Shing Kok, dans la baie Tseung Kwan O, à l'intérieur des Nouveaux Territoires de Hong Kong. Autrefois, le site était celui d'une usine appartenant à la Hong Kong Oxygen Company (香港氧氣), il a été conjointement construit par Sun Hung Kai Properties et cette même Oxygen Company en 2002.
C'est le seul quartier résidentiel de Tseung Kwan O qui n'est pas construit sur des terres réaménagées pour cela. L'architecture, du jardin jusqu'au club-house en passant par l'estrade, s'inspire du monde du cinéma. Un bel espace vert faisant trois fois la taille du Parc Victoria se trouve également dans ce quartier.[réf. nécessaire]